# Pierre Commin
Pierre Commin, né le 3 janvier 1907 Saint-Martial-sur-Isop (Haute-Vienne) et mort le 25 juin 1958 à Paris, est un homme politique socialiste et résistant français.

## Biographie
Pierre Commin, ingénieur de formation, adhère à la Section française de l'Internationale ouvrière (SFIO) en 1930 et devient rapidement secrétaire de la section socialiste de Montreuil.
Engagé auprès de Jean Zyromski dans le courant "Bataille socialiste", il est désigné au titre de ce courant comme membre de la commission administrative permanente du parti après le congrès de Royan (1938).
Engagé dans la résistance, utilisant le pseudonyme de Pierre Darbois, il est responsable départemental du mouvement Ceux de la Résistance. Il est ensuite vice-président du comité départemental de libération de Seine-et-Oise.
Il est ensuite élu conseiller général de Mantes-Gassicourt (actuellement Mantes-la-Jolie) de 1945 à 1949, puis député, toujours sous l'étiquette socialiste, à la Première Assemblée constituante, il est battu lors des législatives de 1946.
Mais il se consacre principalement à la reconstruction de la fédération socialiste de Seine-et-Oise et aux débats internes au parti socialiste. Lors du 38e congrès de la SFIO, il signe la motion "Redressement", qui regroupe derrière Guy Mollet les opposants à la direction sortante. Il siège alors au comité directeur.
Après la démission d'Yves Dechézelles, il devient, en juin 1947, secrétaire général adjoint de la SFIO, et donc n°2 du parti, derrière Guy Mollet. Il devient alors permanent du parti, administrateur du Populaire (à partir de 1950). Très éloigné de ses anciens camarades de la BS qui allaient créer le Parti socialiste unitaire, il est au contraire un adversaire virulent du parti communiste.
En 1952, à l'occasion d'une partielle, il est élu Sénateur de Seine-et-Oise.
De 1956 à 1957, il assure l'intérim de la direction de la SFIO, alors que Guy Mollet est président du conseil. À ce titre, il rencontre secrètement à plusieurs reprises des représentants du FLN, sans que ces rencontres débouchent sur des avancées.
Il est par ailleurs sans clémence pour les socialistes qui critiquent la répression contre les nationalistes algériens. Il fait ainsi traduire devant la commission des conflits de la SFIO notamment Lucien Weitz, Marceau Pivert et Oreste Rosenfeld.
En 1958, cependant, il s'opposa à Guy Mollet et vota, comme la majorité des parlementaires socialistes, contre l'investiture de De Gaulle. Il refusa cependant d'organiser ces opposants internes en courant ou fractions, et refusa même la proposition de Mollet de démissionner de la direction du parti.
Très fatigué par des années de lutte politique, il décède brutalement, d'une crise cardiaque, en juin 1958.

## Détail des fonctions et des mandats
Mandats parlementaires
- 21 octobre 1945 - 10 juin 1946 : Député de Seine-et-Oise
- 18 mai 1952 - 25 juin 1958 : Sénateur de Seine-et-Oise